# Marijan Ognjanov
Marijan Georgiev Ognjanov (in bulgaro Мариян Георгиев Огнянов?; traslitterazione anglosassone: Marian Ognyanov; Lom, 30 luglio 1988) è un calciatore bulgaro, attaccante del Kom Berkovica.

## Carriera

### Club
Nel 2004 debutta in una partita ufficiale con la maglia del Levski Sofia. Il 27 settembre 2006 Ognjanov segna il primo gol di una squadra bulgara in Champions League, nella vittoria per 3-1 sul Chelsea. Nel 2009 viene prestato al Belasica Petrič.

### Nazionale
Ha partecipato ad alcune partite della nazionale bulgara Under-21.

## Palmarès

### Club

#### Competizioni nazionali
- Coppa di Bulgaria: 2

Levski Sofia: 2004-2005, 2006-2007
- Supercoppa di Bulgaria: 3

Levski Sofia: 2005, 2007, 2009
- Campionato bulgaro: 3

Levski Sofia: 2005-2006, 2006-2007, 2008-2009